# Lethrus pygmaeus
Lethrus pygmaeus là một loài bọ cánh cứng trong họ Geotrupidae. Loài này được Ballion miêu tả khoa học năm 1871.